# Zebraplatys harveyi
Zebraplatys harveyi is een spinnensoort in de taxonomische indeling van de springspinnen (Salticidae).
Het dier behoort tot het geslacht Zebraplatys. De wetenschappelijke naam van de soort werd voor het eerst geldig gepubliceerd in 1992 door Marek Żabka.